# The Lifted Veil
The Lifted Veil (em português, O véu erguido) é uma novela de George Eliot, primeiramente publicada em 1859. Diferentemente da ficção realista pela qual a autora é conhecida, The Lifted Veil explora os temas de percepção extrassensorial, da essência da vida física, da possibilidade de vida após a morte e do poder do destino. A novela é parte significativa da tradição vitoriana de histórias de terror, como o Frankenstein de Mary Shelley (1818), Strange Case of Dr Jekyll and Mr Hyde de Robert Louis Stevenson (1886), o Dracula de Bram Stoker (1897) e The Turn of the Screw, de Henry James (1898).